# Barbélognostiques
Les barbélognostiques (du nom de Barbélo une des principales figures de la mythologie gnostique) est le nom moderne donné à une présumée secte gnostique qui jusqu'en 1945 n'était connue que par le récit de l'hérésiologue Irénée de Lyon qui en présente et dénonce la mythologie :

## Le récit d'Irénée de Lyon
Contre les hérésies (I,29) (écrit vers 180)
« Les Barbéliotes 
En plus de ces gens, les Simoniens dont nous avons parlé plus haut ont encore donné naissance à la multitude des " Gnostiques ", qui ont surgi à la façon de champignons sortant de terre. Nous allons rapporter leurs principales doctrines. Certains d'entre eux posent à la base de leur système un Éon étranger à tout vieillissement, dans un Esprit virginal qu'ils nomment Barbélo : car en cet Esprit existait, disent-ils, un Père innommable. Or celui-ci eut la pensée de se manifester à cette Barbélo. Cette Pensée, étant apparue, se tint en sa présence et demanda la Pré-gnose. Lorsque cette Pré-gnose fut apparue à son tour, elles demandèrent derechef, et l'Incorruptibilité apparut, puis la Vie éternelle. Barbélo se réjouissait de toutes ces productions ; regardant vers la Grandeur, elle conçut, dans la joie de la voir, et elle enfanta une Lumière semblable à cette Grandeur. Tel est, disent-ils, le commencement de l'illumination et de la génération de toutes choses. Le Père alors, voyant cette Lumière, l'oignit de son excellence afin qu'elle devînt parfaite : c'est là le Christ, disent-ils. Celui-ci, à son tour, demanda que lui fût donné comme aide l'Intellect, et l'Intellect apparut. Le Père émit en outre le Vouloir et le Logos. Alors s'unirent en syzygies la Pensée et le Logos, l'Incorruptibilité et le Christ, la Vie éternelle et le Vouloir, l'Intellect et la Pré-gnose. Tous glorifiaient la Grande Lumière et Barbélo. Ensuite, de la Pensée et du Logos, Autogènes fut émis, disent-ils, pour représenter la Grande Lumière : il fut grandement honoré et toutes choses lui furent soumises. Avec lui fut émise la Vérité, et il y eut syzygie d'Autogènes et de la Vérité. Par ailleurs, de la Lumière qu'est le Christ et de l'Incorruptibilité, quatre Luminaires furent émis, disent-ils, pour se tenir autour d'Autogènes. Du Vouloir et de la Vie éternelle, quatre émissions furent faites pour être au service des quatre Luminaires. Ces émissions se nomment : Charis, Thélèsis, Synesis et Phronèsis. Charis fut adjointe au grand et premier Luminaire, qu'ils prétendent être le Sauveur et qu'ils appellent Harmozel ; Thélèsis fut adjointe au second Luminaire, qu'ils appellent Raguel ; Synesis fut adjointe au troisième, qu'ils nomment David; Phronèsis fut adjointe au quatrième, qu'ils nomment Éléleth. Tout étant ainsi constitué, Autogènes émit l'Homme parfait et vrai, qu'ils appellent Adamas, parce que ni lui-même n'a été dompté ni ceux de qui il est issu. Il fut éloigné d'Harmozel et placé à côté de la Première Lumière. D'Autogènes, avec l'Homme, fut émise la Gnose parfaite, conjointe à celui-ci : c'est pourquoi l'Homme a « connu » Celui qui est au-dessus de toutes choses ; une force invincible lui fut aussi donnée par l'Esprit virginal. Et tous les Éons, se reposant désormais, chantèrent des hymnes au Grand Éon. De là apparurent, disent-ils, la Mère, le Père et le Fils. De l'Homme et de la Gnose naquit un arbre, auquel ils donnent également le nom de Gnose. Ensuite, du premier Ange qui se tient auprès du Monogène, fut émis, disent-ils, l'Esprit Saint, qu'ils appellent aussi Sagesse et Prounikos. Celle-ci, voyant que tous les autres avaient leur conjoint, tandis qu'elle-même était privée de conjoint, chercha à qui elle pourrait s'unir ; comme elle ne trouvait personne, elle faisait effort et s'étendait, regardant vers les régions inférieures dans l'espoir d'y trouver un conjoint ; n'en trouvant point, elle bondit, mais elle fut accablée de dégoût parce qu'elle s'était élancée sans l'agrément du Père. Ensuite, poussée par la simplicité et la bonté, elle engendra une œuvre contenant Ignorance et Présomption. Cette œuvre, disent-ils, c'est le Protarchonte, l'Auteur de cet univers. Il emporta de sa Mère une grande puissance et s'éloigna d'elle vers les lieux inférieurs. Il fit le firmament du ciel, en lequel ils le disent habiter. Étant Ignorance, il fit les Puissances qui sont au-dessous de lui, les Anges, les firmaments et toutes les choses terrestres. Puis il s'unit à la Présomption et engendra la Méchanceté, la Jalousie, l'Envie, la Discorde et le Désir. Devant ces productions, sa Mère Sagesse s'enfuit, attristée, et se retira dans les hauteurs : ce fut l'Ogdoade, en comptant à partir du bas. Lorsqu'elle se fut retirée, il se crut seul, et c'est pour ce motif qu'il dit : "Je suis un Dieu jaloux, et en dehors de moi il n'est pas de Dieu. " Tels sont les mensonges de ces gens-là. » 

## Classification moderne
À la suite de la découverte en 1945 et de l'étude des textes de la bibliothèque de Nag Hammadi, cette description a été rattachée à un des principaux courants du gnosticisme, le gnosticisme séthien.